# Gmina Świętajno (Powiat Szczycieński)
Die Gmina Świętajno ist eine Landgemeinde im Powiat Szczycieński der Woiwodschaft Ermland-Masuren in Polen. Ihr Sitz ist das gleichnamige Dorf (deutsch Schwentainen) mit etwa 1600 Einwohnern.

## Geographie
Die Gemeinde liegt im Süden der Woiwodschaft. Die Grenze zur Woiwodschaft Masowien ist etwa fünf Kilometer, das Dreiländereck mit der Woiwodschaft Podlachien etwa zwölf Kilometer entfernt. Die Kreisstadt Szczytno liegt acht Kilometer westlich. Nachbargemeinden sind die Gemeinde Dźwierzuty im Nordwesten, Piecki im Norden, Ruciane-Nida im Osten und Rozogi im Süden sowie die Landgemeinde Szczytno im Westen.

## Geschichte
Die Landgemeinde nach polnischem Recht wurde 1945 gegründet und 1954 in Gromadas aufgeteilt. Im Jahr 1973 wurde sie wiedergegründet. Das Gemeindegebiet gehörte von 1946 bis 1998 zur Woiwodschaft Olsztyn, die 1950 und 1975 ihren Zuschnitt änderte. Im Jahr 1999 kam die Gemeinde zur neu gegründeten Woiwodschaft Ermland-Masuren.

## Gliederung
Zu Landgemeinde (gmina wiejska) Świętajno gehören 15 Schulzenämter:
| polnischer Name     | deutscher Name (bis 1945)                           |
| ------------------- | --------------------------------------------------- |
| Biały Grunt         | Bialygrund 1934–45 Weißengrund                      |
| Chochół             | Friedrichsfelde                                     |
| Długi Borek         | Dlugiborrek 1829–1945 Langenwalde                   |
| Jerominy            | Jeromin                                             |
| Jerutki             | Klein Jerutten                                      |
| Jeruty              | Groß Jerutten                                       |
| Koczek              | Kotzek 1905–45 Waldersee                            |
| Kolonia             | Grünwalde                                           |
| Konrady             | Konraden                                            |
| Nowe Czajki mit Cis | Neu Czayken 1933–45 Neu Kiwitten mit Friedrichsthal |
| Piasutno            | Piassutten 1938–45 Seenwalde                        |
| Spychowo            | Puppen                                              |
| Stare Czajki        | Alt Czayken 1933–45 Alt Kiwitten                    |
| Świętajno           | Schwentainen 1938–45 Altkirchen                     |
| Zielone             | Zielonen 1938–45 Grünflur                           |

Kleinere Orte sind: Bystrz (1938–45 Brücknersmühl), Chajdyce (Neu Jerutten), Kierwik (Kurwig, 1938–45 Kurwick), Kobiel (Kobiel, 1938–1945 Seeblick), Łąck Mały, Łąck Wielki (Lontzig), Myszadło (Storchwiese), Niedźwiedzi Kąt  (Bärenwinkel), Połom (Polommen), Powałczyn (Powalczin, 1938–45 Schönhöhe), Racibórz (Ratzeburg), Spychowski Piec, Spychówko (Klein Puppen) und Szklarnia (Adamsverdruß).